# Konståret 1904

## Händelser

### Okänt datum
- Picasso avslutar sin blå period.
- Georges Braque lämnar Academie Humbert.
- Föreningen Konsthantverk bildas i Stockholm av Jacob Ängman
- Mary Cassatt tilldelas Légion d'honneur av den franska regeringen för hennes tjänster till konsten.
- Licium i Stockholm grundas av Agnes Branting och Mimmi Lundström-Börjeson.
- Skånes konstförening bildas i Malmö

## Verk
- Larkin Administration Building (riven 1950), designad av Frank Lloyd Wright
- Henri Matisse - Luxe, calme et volupté
- Pablo Picasso - Den blindes måltid.

## Födda
- 8 januari – Peter Arno (död 1968), amerikansk skämttecknare.
- 14 januari – Cecil Beaton (död 1980), engelsk fotograf och designer.
- 22 januari – Kimon Evan Marengo (död 1988), brittisk serietecknare.
- 4 februari – Eddie Figge (död 2003), svensk bildkonstnär, poet, revyartist och filmskådespelerska.
- 22 februari – Peter Hurd (död 1984), amerikansk konstnär.
- 2 mars – Theodor Seuss Geisel (död 1991), amerikansk författare och tecknare.
- 4 mars – Edgar Jené (död 1984), tysk bildkonstnär och framträdande surrealist.
- 17 mars – Chaim Gross (död 1991), amerikansk skulptör.
- 18 mars – Hertha Olivet (död 1987), svensk teckningslärare och konstnär,
- 20 mars – Soldanella Oyler (död 2001), svensk tecknare och målare,
- 15 april – Arshile Gorky (död 1948), amerikansk målare.
- 17 april – Gunnar Nilsson (död 1995), svensk skulptör.
- 21 april – Jean Hélion (död 1987), fransk målare.
- 21 april – Gabriel Loire (död 1996), fransk glaskonstnär.
- 24 april – Willem de Kooning (död 1997), nederländsk målare.
- 29 april – Karin Luts-Arumaa (död 1993) svensk tecknare och målare
- 1 maj – Gunnar Nylund (död 1997), svensk keramiker och glaskonstnär.
- 9 maj – Grete Stern (död 1999), tysk surrealistsik konstnär.
- 11 maj – Salvador Dalí (död 1989), spansk konstnär.
- 14 juni – Margaret Bourke-White (död 1971), amerikansk fotograf.
- 25 juni – Leoo Verde (död 1976), svensk bildkonstnär.
- 12 juli – Olle Olsson Hagalund (död 1972), svensk konstnär, målare.
- 17 juli – Evert Lundquist (död 1994), svensk målare och grafiker.
- 2 augusti – Reg Parlett (död 1991), engelsk serietecknare.
- 5 augusti – Erna Ovesen (död 1988), svensk skådespelare, konstnär, skulptör och grafiker.
- 23 oktober – Svetoslav Roerich (död 1993), rysk-indisk målare.
- 17 november – Isamu Noguchi (död 1998), japansk-amerikansk konstnär, landskapsarkitekt och möbeldesigner.
- 22 november – Miguel Covarrubias (död 1957), mexikansk karikatyrtecknare och målare.
- 27 november – Vicke Lindstrand (död 1983), svensk formgivare och konstnär och skulptör.
- 30 november – Clyfford Still (död 1980), amerikansk målare.
- 17 december – Paul Cadmus (död 1999), amerikansk målare.
- 21 december – Jean Bazaine (död 2001), fransk konstnär och författare.
- 31 december – Torsten Hugo Olson (död 1995), svensk målare
- okänt datum – Joseph Delaney (död 1991), amerikansk målare.
- okänt datum – Juan Bautista Garcia (död 1974), Puerto Ricansk målare.

## Avlidna
- 8 januari - Alfred Felton (född 1831), australiensiskkonstsamlare.
- 9 januari - Konrad Grob (född 1828), schweizisk målare.
- 10 januari - Jean-Léon Gérôme (född 1824), fransk målare och skulptör.
- 6 maj - Franz von Lenbach (född 1836), tysk målare.
- 8 maj - Eadweard Muybridge (född 1830), engelsk fotograf.
- 20 juni - Frederic Sandys (född 1829), brittisk målare.
- 1 juli - George Frederic Watts (född 1817), engelsk målare och skulptör.
- 25 augusti - Henri Fantin-Latour (född 1836), fransk målare och litograf.
- 3 september - James Archer (född 1823), skotsk målare.
- 4 september - Martin Johnson Heade (född 1819), amerikansk målare.
- 23 september - Émile Gallé (född 1846), fransk glaskonstnär.
- 4 oktober - Frédéric Bartholdi (född 1834), fransk skulptör.
- 13 oktober - Károly Lotz (född 1833), tysk-ungersk målare.
- 7 december - Adolf Waldinger (född 1843), kroatisk målare.
- okänt datum - James Barnet (född 1827), skotsk arkitekt.
- okänt datum - Marie Firmin Bocourt (född 1819), fransk konstnär och gravör.
- okänt datum - John Horbury Hunt (född 1838), kanadensisk arkitekt.